# Francisco Maroto del Ojo
Francisco Maroto del Ojo (Granada, 15 de marzo de 1906 — Alicante, 12 de julio de 1940) fue un anarquista español, militante destacado de la Confederación Nacional del Trabajo (CNT).

## Biografía
Nació en el barrio granadino del Albaicín en 1906. Desde temprana edad se dedicó la profesión de ebanista, teniendo un papel activo como líder del sindicato de la madera. Tras su ingreso en la Confederación Nacional del Trabajo (CNT) fue un organizador del sindicato en la provincia de Granada, interviniendo en mítines en lugares como Granada, Madrid o Motril. Debido a su actividad fue detenido en varias ocasiones; una de sus detenciones más conocidas fue a raíz del incendio de la sede del diario conservador Ideal, el cual había apoyado el intento de golpe de Estado de Sanjurjo. En 1935 abandonó la capital granadina y se trasladó a Alicante, ciudad donde se instaló.
Al estallido de la guerra civil fundó en Alicante la columna «Maroto», compuesta inicialmente por 270 milicianos de procedencia anarcosindicalista. Al mando de esta se trasladó al frente de Granada y llegó a operar en la zona de Guadix. Allí se hizo cargo de otras milicias anarquistas y lograría reclutar a más efectivos hasta alcanzar los 1000 efectivos. La propaganda anarcosindicalista llegó a calificarlo como el «Durruti andaluz». Tras varios enfrentamientos de los que salieron victoriosos, como en Güéjar Sierra, su avance fue frenado a tres kilómetros de la capital granadina, objetivo de su columna. Maroto se instaló desde entonces entre Guadix y Almería.
El 18 de febrero de 1937 participó en Almería en el comité regional de la CNT que se celebró en el Teatro Cervantes, protagonizando un inflamado discurso. Criticó duramente a los militares republicanos por la reciente caída de Málaga, pero también al gobernador civil Gabriel Morón por no haber ofrecido suficiente ayuda a los refugiados malagueños y por haber dado orden de desarmar a los milicianos anarquistas que llegaban a la capital almeriense procedentes de Málaga. Terminado el comité se dirigió, acompañado de milicianos armados, a la sede del Gobierno Civil y amenazó violentamente a Gabriel Morón en su despacho. Tras la intervención de los marineros del acorazado Jaime I, Maroto fue detenido y el conflicto atajado. El líder anarquista pasó varios meses en prisión y sería procesado por el Tribunal Permanente del Ejército de Andalucía, que lo condenó a muerte; finalmente, fue indultado y en mayo de 1938 saldría en libertad.
Maroto llegó a oponerse abiertamente a la militarización de las unidades anarquistas desplegadas en Almería y Granada, si bien finalmente la acataría. En la primavera de 1937 le fue entregado el mando de la recién creada 147.ª Brigada Mixta, unidad compuesta con elementos procedentes de su antigua columna. Sin embargo, ostentó este puesto durante poco tiempo. 
Se adhirió al golpe de Casado y se trasladó a Madrid para el Pleno del Movimiento Libertario del 28 de marzo de 1939. Con el final de la guerra y victoria de Franco, marchó a Alicante, herido de un pie, para intentar embarcar al extranjero. Ante la imposibilidad de hacerlo, Maroto permaneció oculto durante algunos meses. Fue detenido en enero de 1940, siendo puesto bajo custodia de las autoridades franquistas. Víctima de numerosas palizas, que le dejaron semiinconsciente, sería fusilado el 12 de julio de 1940 en Alicante. Fue ejecutado junto a otras trece personas, entre ellas el gobernador civil de Málaga Luis Arráez Martínez, y enterrado en una fosa común.
- Engel, Carlos (2005) [1999]. Historia de las Brigadas Mixtas del Ejército Popular de la República. Madrid: Almena. ISBN 84-922644-7-0.
- Gabarda, Vicent (2007). Els afusellaments al País Valencià (1938-1956). Publicaciones de la Universidad de Valencia.
- Gil Bracero, Rafael (1998). Revolucionarios sin revolución. Marxistas y anarcosindicalistas en guerra: Granada-Baza, 1936-1939. Universidad de Granada.
- Quirosa-Cheyrouze, Rafael (1986). Política y guerra civil en Almería. Cajal.
- Ramírez Navarro, Antonio (2018). Aunque nos espere el dolor y la muerte. Historia del movimiento libertario en Almería. Editorial Universitaria de Almería.
- Ramos, Vicente (1972). La guerra civil (1936-1939) en la provincia de Alicante. Biblioteca Alicantina.
- Sody de Rivas, Ángel (2009). Antonio Rosado y el anarcosindicalismo andaluz. Morón de la Frontera (1868-1978). Ediciones Carena. ISBN 84-88944-80-2.

Bibliografía adicional
- Amorós, Miguel (2011). Maroto, el héroe, una biografía del anarquismo andaluz. Virus editorial. ISBN 978-84-92559312.

- Datos: Q3081888